# Lestelle-Bétharram
Lestelle-Bétharram é uma comuna francesa na região administrativa da Nova Aquitânia, no departamento dos Pirenéus Atlânticos. Estende-se por uma área de 8,65 km². Em 2010 a comuna tinha 909 habitantes (densidade: 105,1 hab./km²).